# Містер Магу (фільм)
«Містер Магу» — американська комедія 1997 року виробництва Walt Disney Pictures. Картина вийшла на екрани 25 грудня 1997 року. В головних ролях знялись Леслі Нільсен, Келлі Лінч, Ерні Хадсон. Режисером фільму був гонконгський режисер Стенлі Тонг. Зйомки картини проходили в Бразилії та Канаді.

## Сюжет
Містер Магу (Леслі Нільсен) — ексцентричний мільйонер з дуже слабим зором, який відмовляється використовувати окуляри і як наслідок цього завжди потрапляє в неприємності. Під час крадіжки в музеї він випадково отримує сапфір «Зірка Куристану», і за ним починають гнатися злочинці,  що вкрали камінь, — Остін Клокет (Малкольм Макдавелл) та Ортега «Піранья» Перу (Мігель Феррер), а також два федеральних агента — Ступак (Стівен Тоболовскі) та Андерс (Ерні Хадсон). Допомагають містеру Магу тільки його племінник та улюблений англійський бульдог.

## В ролях
- Леслі Нільсен — Квінсі Магу
- Келлі Лінч — Луан ле Сьор/Прунелла Пагліачі
- Метт Кіслар — Волдо Магу
- Нік Чанлунг — Боб Морган
- Стівен Тоболовскі — агент Чак Ступак
- Ерні Хадсон — агент Густав Андерс
- Дженніфер Гарнер — Стейсі Сампанаодріта
- Малкольм Макдавелл — Остін Клокет
- Мігель Феррер — Ортега «Піранья» Перу
- Грег Берсон — Квінсі Магу (анімація)
- Френк Велкер — вокальні ефекти

## Відгуки
Фільм отримав негативні відгуки і 4 % від Rotten Tomatoes. При цьому фільм зібрав в прокаті 21 мільйон доларів при кошторисі в 30 мільйонів.